# Peruzzi

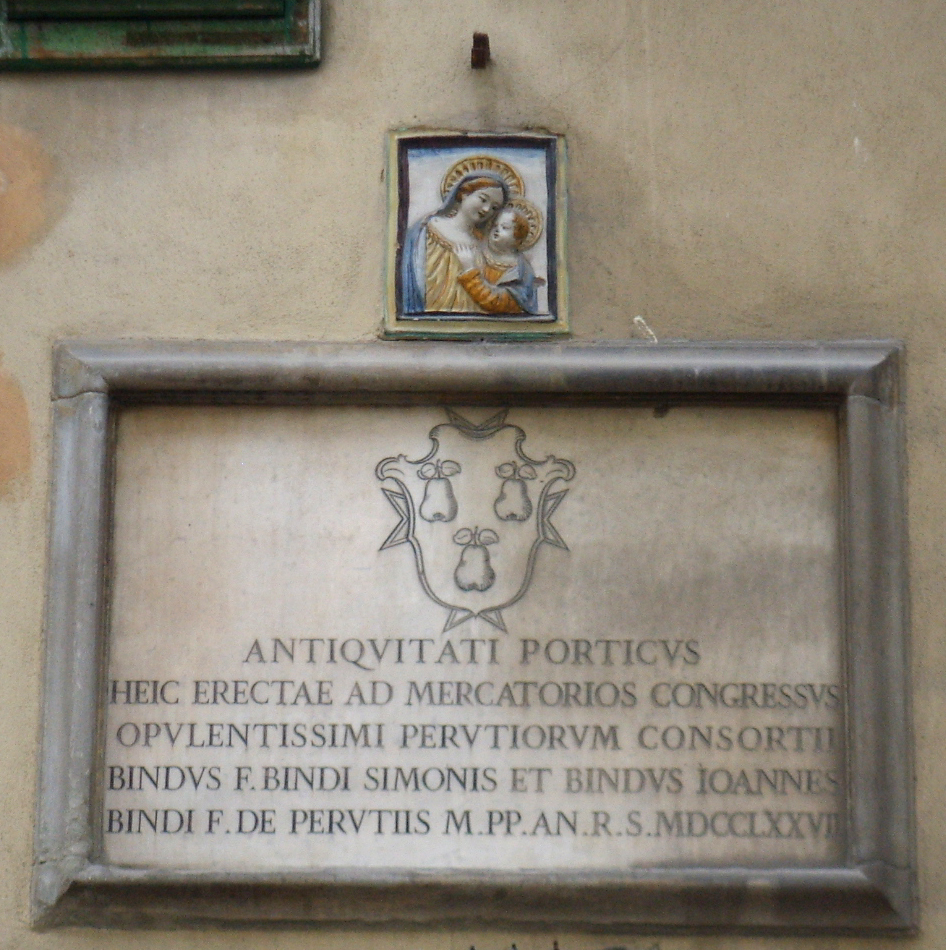
Targa con stemma, Piazza dei Peruzzi, Firenze

La famiglia Peruzzi è di origine fiorentina, conosciuta fin dal XII secolo.

## Storia

### Origini
Sono ricordati da Dante Alighieri nel XVI canto del Paradiso della Divina Commedia, mentre Giotto affrescò la loro cappella privata dentro Santa Croce a Firenze. La loro fama era legata al commercio e alle banche ed erano una delle famiglie più ricche d'Europa.

### Ascesa
Nella Firenze del XIV secolo la Compagnia dei Peruzzi non era l'unica compagnia commerciale: dimensioni analoghe avevano anche le compagnie dei Bardi, degli Acciajuoli e degli Scali.
Queste compagnie, anziché farsi concorrenza, formarono un consorzio per fare prestiti ai grandi sovrani dell'epoca. Diversi  contratti societari compaiono registrati, anche se molti con notizie incomplete (dal 1300 al 1343). Il  primo  contratto societario fu sottoscritto nel giorno della festa di S. Salvatore, mercoledì 9  novembre 1300, promosso da Filippo d'Amideo  de' Peruzzi. Ebbe come capitale sociale 124.000 fiorini d'oro versato dai vari soci tra cui Gianni Ponci figlio di Manetto e fratello di Cinozzo, il quale ebbe rilevante ruolo militare guelfo nella battaglia di Montaperti. Le firme sono di Arnoldo e Tommaso, figli di Arnoldo d’Amideo Peruzzi e di Rinieri e Filippo figli di Pacino Peruzzi. Il più importante contratto sociale della compagnia dei Peruzzi fu quello del 1308, anche perché dal capitale sociale originario di 130.000 fiorini d’oro, si ottennero utili del 40% in due anni, spartiti poi tra i soci e riversati a dare incremento del capitale sociale fino a 147.000 fiorini d’oro nel 1310. Da ciò la società versò 2000 fiorini d’oro di elemosina per i poveri e i frati mendicanti. I soci furono gli stessi della prima fondazione, con eccezione del cronista storico Giovanni Villani, che scelse altro investimento.
L'occasione di allearsi nacque nel 1325, quando il figlio del re di Napoli, Carlo d'Angiò, fu eletto signore di Firenze: i banchieri cittadini non poterono rifiutare un prestito di 50.000 fiorini al re di Napoli. L'anno successivo i Bardi, i Peruzzi e gli Acciajuoli (gli Scali erano nel frattempo falliti) fecero un altro prestito, di 18.500 fiorini, allo stesso Carlo d'Angiò.
Il consorzio divenne permanente per i prestiti internazionali: da un lato faceva grossi prestiti al re di Francia, ma dall'altro finanziava il re d'Inghilterra che stava preparando la Guerra dei cent'anni contro la Francia. È chiaro che i banchieri fiorentini rischiavano di non venire ripagati almeno da uno dei due nemici, e inoltre temevano rappresaglie contro i loro agenti da entrambe le parti.
In effetti le somme prestate all'Inghilterra erano più cospicue ed inoltre da quel paese proveniva la lana che era la materia prima della principale industria fiorentina, di cui le tre famiglie erano maggiori imprese: perciò scelsero di parteggiare per l'Inghilterra: la confisca dei loro beni da parte del re di Francia non si fece attendere. Vano fu il tentativo di mediazione da parte del papa. Edoardo III d'Inghilterra promise ai fiorentini di risarcirli delle confische subite dal re di Francia.
Il problema era che Edoardo non aveva i soldi nemmeno per rimborsare il prestito fatto a lui. E quando la notizia si seppe anche il re di Francia e quello di Napoli decisero di non pagare e così nel 1343, le tre compagnie fiorentine fallirono. Da questo momento la ricchezza dei Peruzzi fu notevolmente ridimensionata; nonostante il crollo finanziario, questo non si tradusse in un declassamento sociale: i Peruzzi infatti detenevano castelli, signorie e beni fondiari che gli garantirono il loro livello sociale.
Coinvolti nella Congiura dei Pazzi, un ramo della famiglia fu costretto a fuggire da Firenze emigrando in varie altre città come Verona, Padova o Venezia fino anche a stabilire, con i de Berluc-Pérussis, un ramo anche in Francia. Altro ramo di detta famiglia si stabilì nelle città di Cagli e Mondolfo sul finire del XV secolo.
I Peruzzi contribuirono al governo della città con 10 gonfalonieri (capi esecutivi) e 54 priori (membri del governo).

### Peruzzi de' Medici

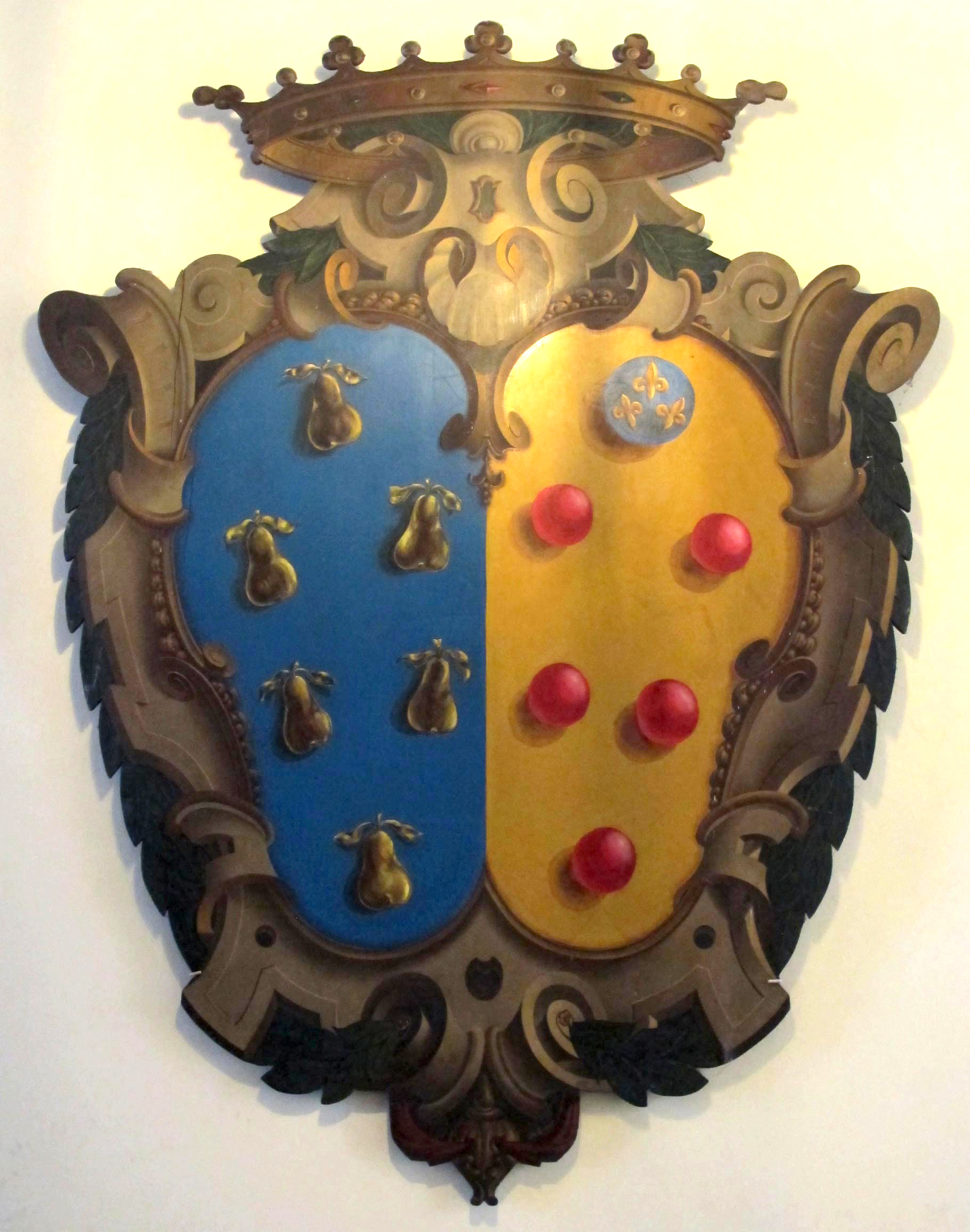
Stemma dei Peruzzi de' Medici

Alla fine del XVIII secolo un ramo della famiglia Peruzzi si unì con quella dei Medici grazie al matrimonio tra Bindo Simone (1729-1794) di Bindo Simone e Anna Maria Luigia di Averardo di Pietro Paolo de' Medici. Il matrimonio tra Bindo Simone e l'ultima erede diretta del ramo mediceo venne celebrato nel 1783. Dei tre figli avuti dalla coppia Bindo Giovan Battista (1784-1825) fu dichiarato - nel codicillo di Anna Maria Luisa, sorella di Gian Gastone ultimo granduca Medici - "il più prossimo dei suoi agnati".
Alla morte di Averardo nel 1808, padre di Anna Maria Luigia, anche i Peruzzi ebbero parte dell'eredità medicea. Si giunse al 1895 quando Ridolfo di Giovan Battista Peruzzi (1831-1905), fu autorizzato ad assumere il titolo di "marchese de' Medici" con una nuova arma partita e la seguente blasonatura: "nel primo di Peruzzi, che è di azzurro a sei pere d'oro, gambute e fogliate di verde, ordinate 3, 2, 1; nel 2° di De' Medici che è d'oro a sei palle poste in cinta, quella del capo di azzurro carica di 3 gigli d'oro, le altre di rosso e col motto Felix conjunctio". In seguito il titolo passò al secondogenito di Giovan Battista, Simone (1832-1900) che venne poi trasmesso alla sua discendenza.

## Tavola genealogica di sintesi del ramo mediceo
|                     |                                                                |                                                                |                                                                            |                           |                      |                    |                    |
|                     |                                                                |                                                                | · Patrizi fiorentini (Medici)                                              |                           |                      |                    |                    |
|                     |                                                                |                                                                |                                                                            |                           |                      |                    |                    |
|                     |                                                                |                                                                |                                                                            |                           |                      |                    |                    |
|                     |                                                                |                                                                | Bindo Simone Peruzzi *1729 †1794 ⚭ Anna Maria Luisa de' Medici *1756 †1797 |                           |                      |                    |                    |
|                     |                                                                |                                                                |                                                                            |                           |                      |                    |                    |
|                     |                                                                |                                                                |                                                                            |                           |                      |                    |                    |
|                     | Bindo Giovan Battista *1784 † post 1832 ⚭ Anna Maria Rodriguez | Bindo Giovan Battista *1784 † post 1832 ⚭ Anna Maria Rodriguez |                                                                            | Vincenzo *1789 †1847      | Vincenzo *1789 †1847 | Simone *1792 †1870 | Simone *1792 †1870 |
|                     |                                                                |                                                                |                                                                            |                           |                      |                    |                    |
|                     |                                                                |                                                                |                                                                            |                           |                      |                    |                    |
| Rodolfo *1831 †1905 | Rodolfo *1831 †1905                                            | Simone *1832 †1900 ⚭Edith Marion Story *1844 †1907             | Simone *1832 †1900 ⚭Edith Marion Story *1844 †1907                         | Ubaldino *1822 †1891      | Ubaldino *1822 †1891 |                    |                    |
|                     |                                                                |                                                                |                                                                            |                           |                      |                    |                    |
|                     |                                                                |                                                                |                                                                            |                           |                      |                    |                    |
|                     | Bindo *1877 †1907                                              | Bindo *1877 †1907                                              | Ridolfo *1883 † post 1935                                                  | Ridolfo *1883 † post 1935 |                      |                    |                    |
|                     |                                                                |                                                                |                                                                            |                           |                      |                    |                    |
|                     |                                                                |                                                                |                                                                            |                           |                      |                    |                    |
|                     |                                                                |                                                                | Zena *1913 †2016                                                           |                           |                      |                    |                    |

## Personaggi illustri
- Baldassarre Peruzzi, pittore e architetto italiano
- Giovanni Sallustio Peruzzi, architetto figlio di Baldassarre Peruzzi
- Ubaldino Peruzzi de' Medici, primo sindaco di Firenze.

## Luoghi e architetture
- Torre dei Peruzzi
- Arco dei Peruzzi
- Cappella Peruzzi
- Palazzo di Ubaldino Peruzzi
- Villa La Torre
- Piazza de' Peruzzi di Firenze